# Deux de la légion
Pour plus de détails, voir Fiche technique et Distribution.
Deux de la légion (I due della legione) est un film de bidasses italien réalisé par Lucio Fulci en 1962.
Malgré son titre français, ce film n'a rien à voir avec Un de la légion sorti en 1936 où joue Fernandel, ni avec Les Deux Légionnaires avec Laurel et Hardy sorti en 1939.

## Synopsis
Ciccio Fisichella et Franco Cocuzza sont venus de Sicile à Naples pour y chercher fortune ; mais c'est plutôt le mauvais sort qui les touche, car ils sont accusés d'avoir tué le chef de la camorra napolitaine (équivalent de la mafia à Naples). Une seule solution, s'enfuir et s'engager à la Légion... bien qu'ils n'y soient pas très aptes ! Heureusement un colonel a un projet pour eux :  détecter un trafic d'armes entre la maison de Mustafà et la taverne de la Nicchia. C'est presque malgré eux que les deux légionnaires vont sauver la vie du pauvre Mustafà Bey qui était dupé par son cousin Sandrin.

## Fiche technique
Sauf indication contraire, les informations mentionnées dans cette section peuvent être confirmées par la base de données cinématographiques IMDb,  présente dans la section « Liens externes ».
- Titre français : Deux de la légion ou Les Deux Légionnaires ou Deux Corniauds dans la Légion[1]
- Titre original : I due della legione ou I due della legione straniera
- Réalisation : Lucio Fulci
- Scénario : Roberto Bianchi Montero, Bruno Corbucci, Giancarlo Del Re, Dino De Palma, Lucio Fulci, Giovanni Grimaldi, Antonio Leonviola, Arnaldo Marrosu
- Musique : Rosario Borelli (it) & Tomasini pour la chanson Saïda, Luis Enríquez Bacalov
- Photographie : Alfio Contini
- Producteur : Danilo Marciani
- Sociétés de production : Titanus (Rome) et Ultra Film
- Pays de production :  Italie
- Langue de tournage : italien
- Format : Noir et blanc - Son mono
- Genre : Comédie de bidasses
- Durée : 97 min
- Date de sortie :
  - Italie : 16 août 1962
  - France : 25 février 1966[1]

## Distribution
- Franco Franchi : Franco Cocuzza
- Ciccio Ingrassia : Ciccio Fisichella
- Alighiero Noschese : Mustafa Abdul Bey
- Rosalba Neri
- Aldo Giuffré
- Maria Teresa Vianello